# Bathyphellia margaritacea
Bathyphellia margaritacea is een zeeanemonensoort uit de familie Bathyphelliidae.
Bathyphellia margaritacea is voor het eerst wetenschappelijk beschreven door Danielssen in 1890.